# II. Hammurapi jamhadi király
II. Hammurapi (i. e. 16. század) Jamhad uralkodója, akinek rokoni kapcsolatai bizonytalanok a korábbi jamhadi és mukisi uralkodókkal. A KUB XXXI. dokumentum alapján talán elődje, III. Jarimlím fia, de elképzelhető, hogy Ammitakum fia volt, esetleg két különböző Hammurapi uralkodott egymás után Aleppóban.
A II. Hammurapit megelőző generáció során ismeretlen körülmények között Jamhad kettészakadt, Aleppó és Alalah városokban a jamhadi uralkodóház két ága uralkodott Jamhad és Mukis felett. Hammurapi vagy testvére volt a két korábbi jamhadi és az aktuális mukisi királynak, vagy unokatestvére. Hettita források (I. Hattuszilisz politikai végrendelete, CTH#6) számolnak be arról, hogy I. Hattuszilisz hettita király Alalah ostroma és hódoltatása után sikertelenül ostromolta Aleppót, sőt halálos sebet kapott a harcokban. A hettita uralkodót unokája, I. Murszilisz követte a trónon, aki rövidesen bosszúhadjáratot indított nagyapja halála miatt és elfoglalta Aleppót. Ezzel Jamhad önállósága végleg véget ért.
A fenti eseménysor alapján datálható II. Hammurapi uralkodása. A rövid kronológia időrendje szerint I. Hattuszilisz i. e. 1556-ban halt meg, akkor tehát Hammurapi már trónon volt. A Mursziliszt követő Telipinusz proklamációja (CTH#19) a forrás Aleppó sikeres ostromáról, de nem adja meg annak idejét, ezért i. e. 1526 a legkésőbbi dátum, ami szóba jöhet. A hosszú kronológia mintegy száz évvel korábbi dátumot eredményez.
Jamhad soha többé nem tért magához, vannak ugyan adatok Hammurapi utódjáról (IV. Jarimlím), de teljesen bizonytalan a személye és a státusza is. Jamhad megszűnte és az I. Murszilisz halálát követő zavaros hettita helyzet lehetőséget adott Mitanninak a terjeszkedésre a szíriai térségben, mind Aleppó, mind Alalah hurri fennhatóság alá került. Mukis Idrimi alatt helyreállt és később visszafoglalta Aleppót is.